# Wasserstraße (Düsseldorf)
Die Wasserstraße ist eine einseitig bebaute Straße in Düsseldorf-Unterbilk.

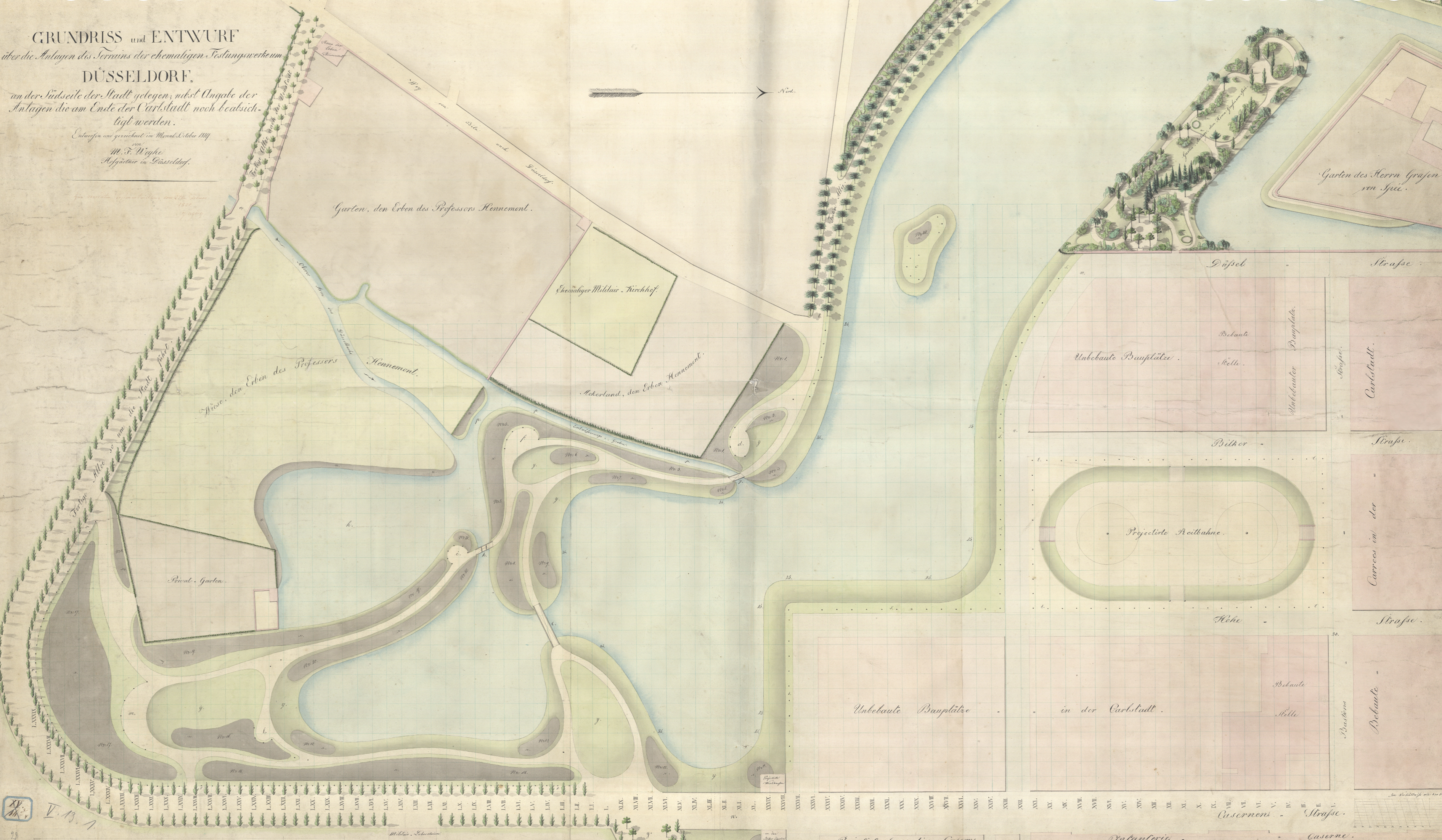
Entwurf über die Anlagen des Terrains der ehemaligen Festungswerke zu Düsseldorf, an der Südseite der Stadt gelegen, nebst Angabe der Anlagen, die am Ende der Carlstadt noch beabsichtigt werden. Entworfen und gezeichnet Maximilian Friedrich Weyhe im Oktober 1819.

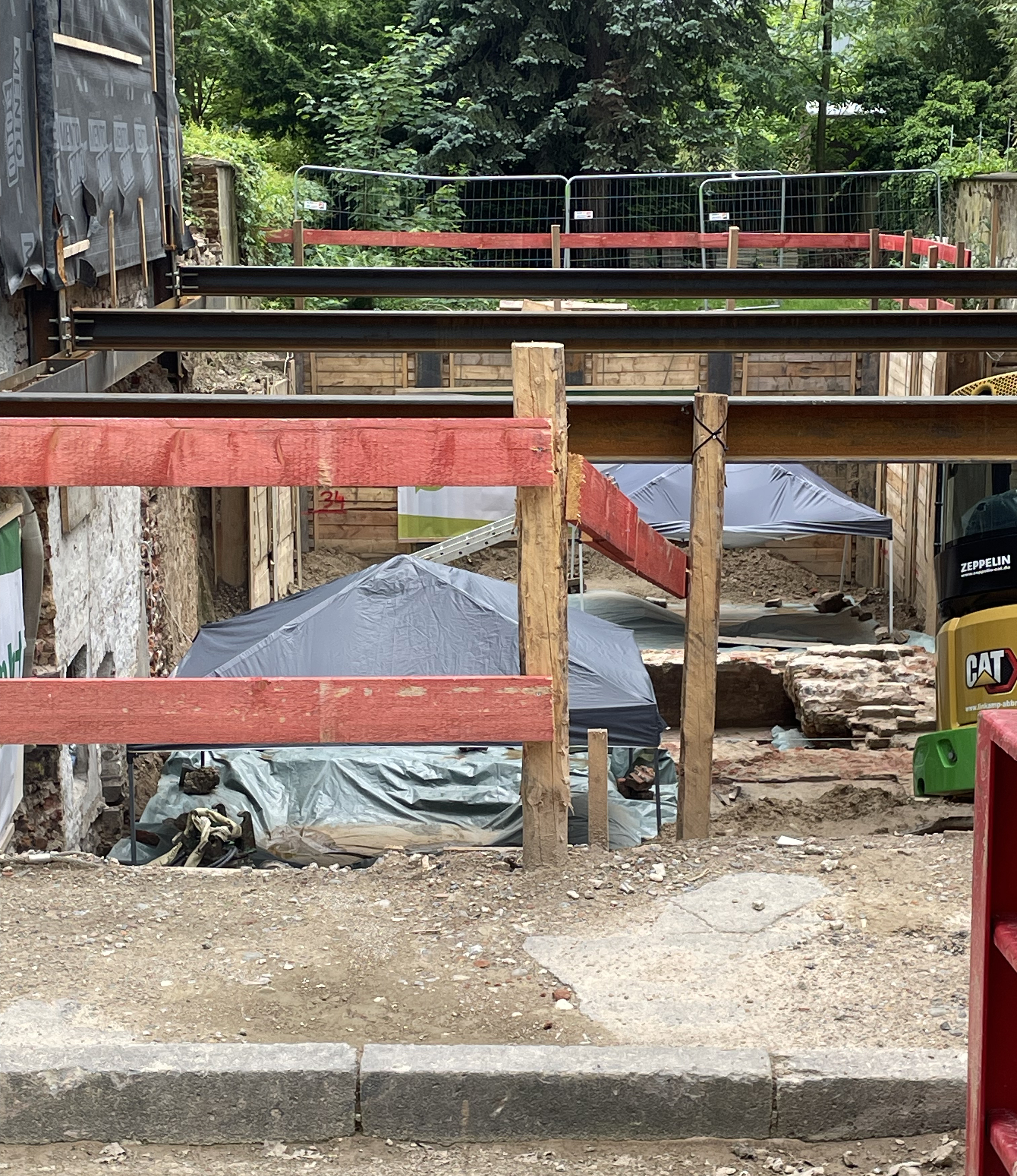
Ausgrabung in der Baulücke Wasserstraße 4, Düsseldorf-Unterbilk

## Geschichte
Am 3. Juli 1854 wurde die Wasserstraße im Rahmen eines Stadterweiterungsplans förmlich festgestellt. Da die Linke Düssel vor der Mündung in den Kaiserteich die Wasserstraße kreuzt, wurde hierfür 1857 eine einfache Straßenunterquerung angelegt. Da nach einer Kabinetts-Order aus Berlin von 1831 Neubauten im Bereich der neuen Parkanlagen für 25 Jahre von der Grundsteuer befreit waren, begann ab Ende der 1850er Jahre die Errichtung von Gebäuden an der Wasserstraße. Im Zuge des Ausbaues der Straße und der Bebauung wurde 1887 die einfache Unterquerung von der Düssel durch eine solide neue Brücke ersetzt.
Der Straßenzug ist auch heute noch überwiegend durch historische Bausubstanz geprägt. Es handelt sich meist um spätklassizistisch/neubarock gestaltete Gebäude, aus der zweiten Hälfte des 19. Jahrhunderts, die unter Denkmalschutz stehen. Die anfangs offene Düssel wurde um 1900 im Bereich der Wasserstraße bis zur Einmündung in den Kaiserteich „eingerohrt“. Aktuell wurde diese Überbauung weitgehend wieder aufgehoben und das nun wieder offene Bachbett renaturiert.
Mit den Abrissarbeiten für den Neubau des Gästehauses des Landtags in der Wasserstraße 4 kamen 2016 und 2023 Knochenfunde im Erdreich zum Vorschein. Sie ließen darauf schließen, dass in diesem Bereich der Soldatenfriedhof der nahegelegenen Kasernen bzw. des Garnisonslazaretts bestand. 2024 fanden Archäologen im Erdreich des ehemaligen Garnisonenfriedhofs aus dem 18. Jahrhundert in einer tieferen Lage zwei Massengräber und vermuten, dass der ehemalige Friedhof sich viel weiter ausdehnte, als auf alten Karten der Stadt zu sehen waren, so wie auch auf der Aquarellzeichnung von Maximilian Friedrich Weyhe zu sehen ist. Nachdem rund 180 Skelette aus dem 18. Jahrhundert geborgen waren, wurden die Ausgrabungen Ende Juli 2024 beendet.

## Beschreibung
Die Wasserstraße bildet die westliche Begrenzung des Raumes um den Schwanenspiegel/Kaiserteich.
Die Lage am Park führte zu einer großbürgerlichen dreigeschossigen Wohnbebauung, die sich wesentlich von den Gründerzeitbauten im Raum Unterbilk unterscheidet. Im Süden der Stadt waren ab 1842 die Gewässer Schwanenspiegel und Kaiserteich angelegt worden. Sie sind in ihrer Konzeption der Landskrone im Hofgarten ähnlich. Beide Teichanlagen bestehen aus zwei gleich großen Seen. Sie waren durch eine Brücke an einer Engstelle miteinander verbunden.

## Bebauung
- Wasserstraße 2, 1899 Wohn- und Siedlungsbauten Neubarock, unter Denkmalschutz seit 22. November 1982
- Wasserstraße 3, 1893 Wohn- und Siedlungsbauten Neubarock, unter Denkmalschutz seit 22. November 1982
- Wasserstraße 5, ca. 1859 Wohn- und Siedlungsbauten Spätklassizismus, unter Denkmalschutz seit 3. Februar 1983
- Wasserstraße 8, 1910 bis 1911 Wohn- und Siedlungsbauten Neubarock, Architekt Hermann vom Endt, unter Denkmalschutz seit 25. Mai 1984
- Wasserstraße 9, 1861 bis 1862 Wohn- und Siedlungsbauten Spätklassizismus, unter Denkmalschutz seit 22. November 1982
- Wasserstraße 10, 1862 Wohn- und Siedlungsbauten Spätklassizismus, unter Denkmalschutz seit 25. Mai 1984
- Wasserstraße 12, 1869 Wohn- und Siedlungsbauten Spätklassizismus

Denkmalgeschützte Gebäude in der Wasserstraße
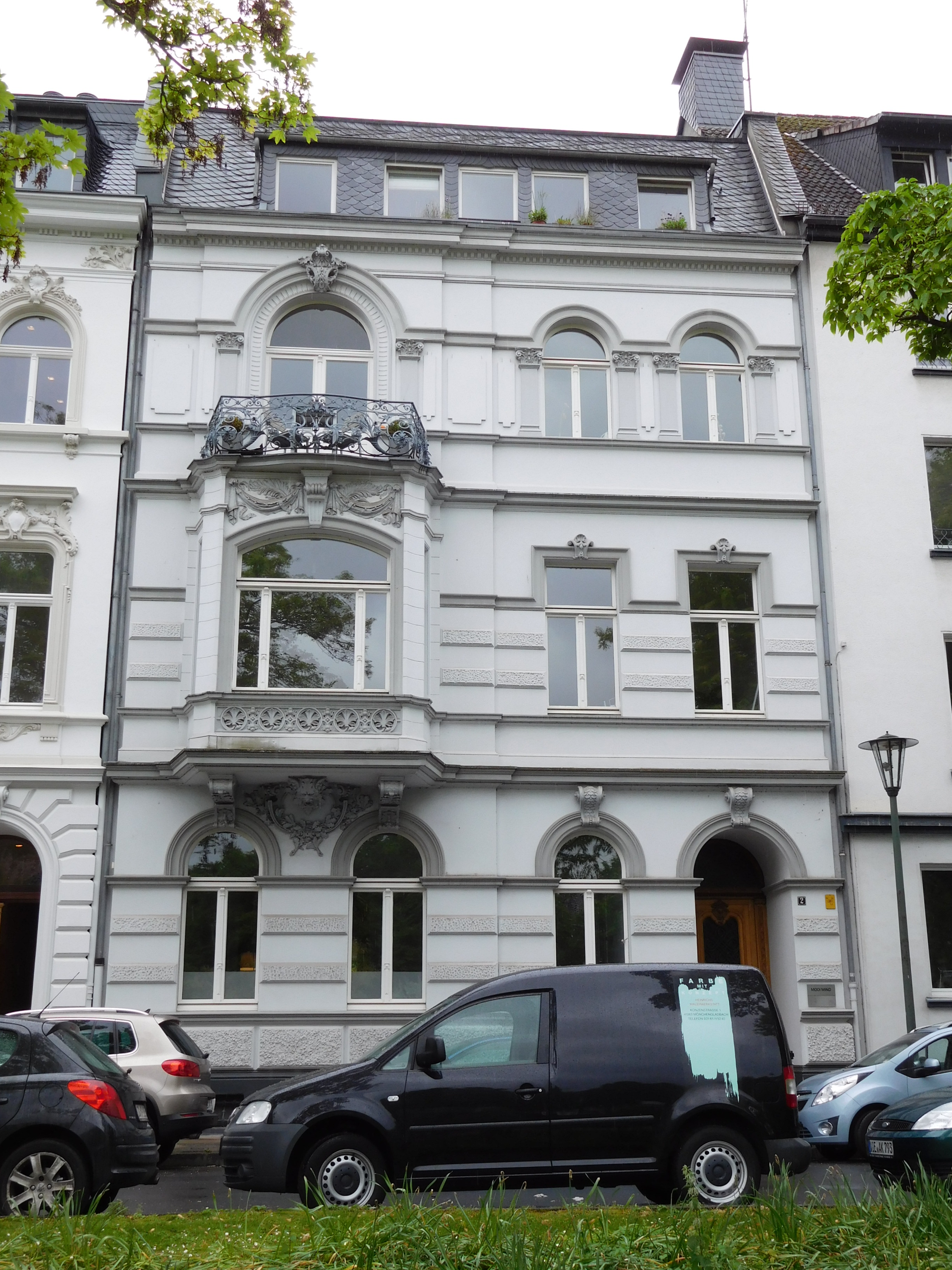
Wasserstraße 2
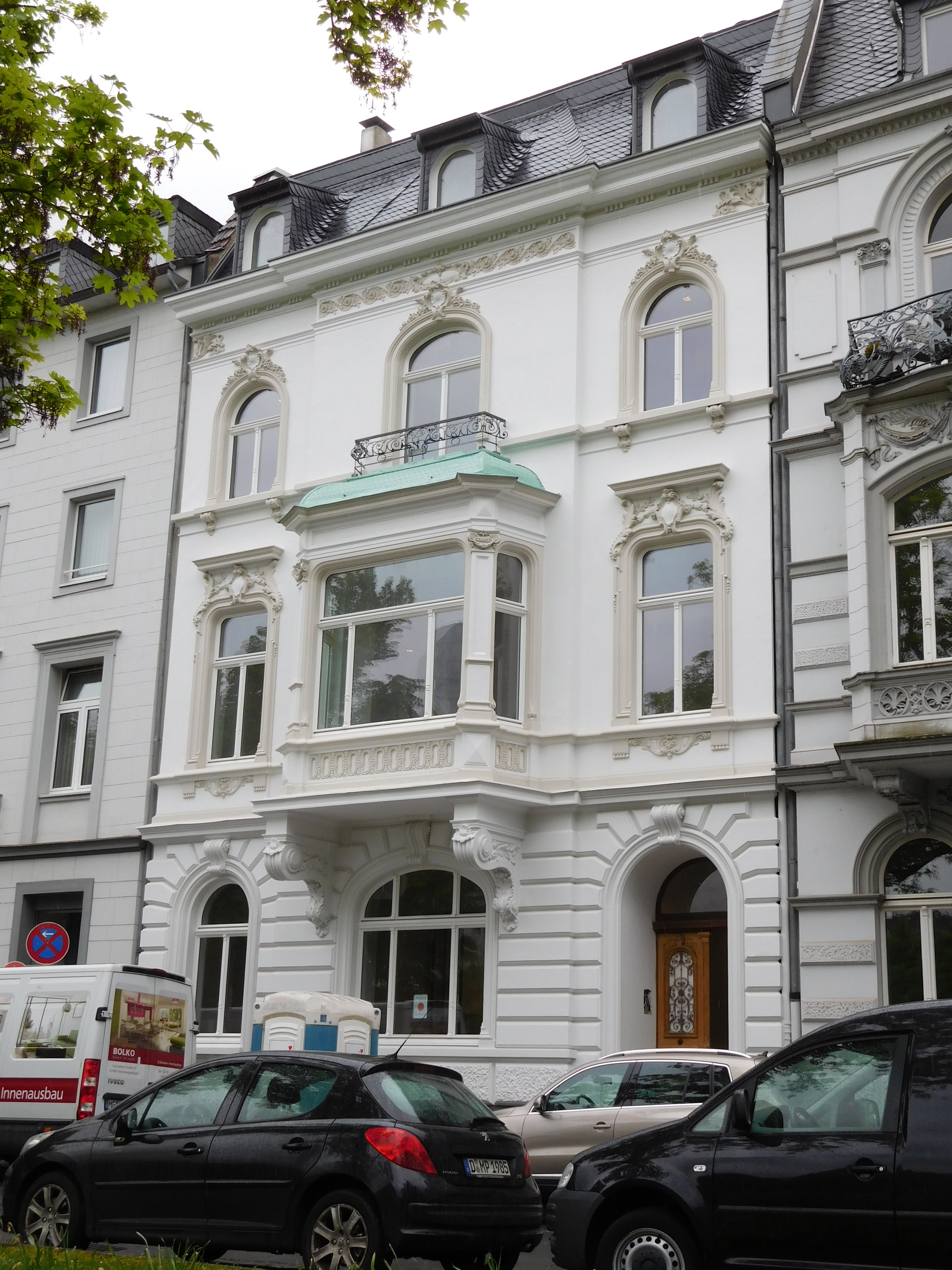
Wasserstraße 3
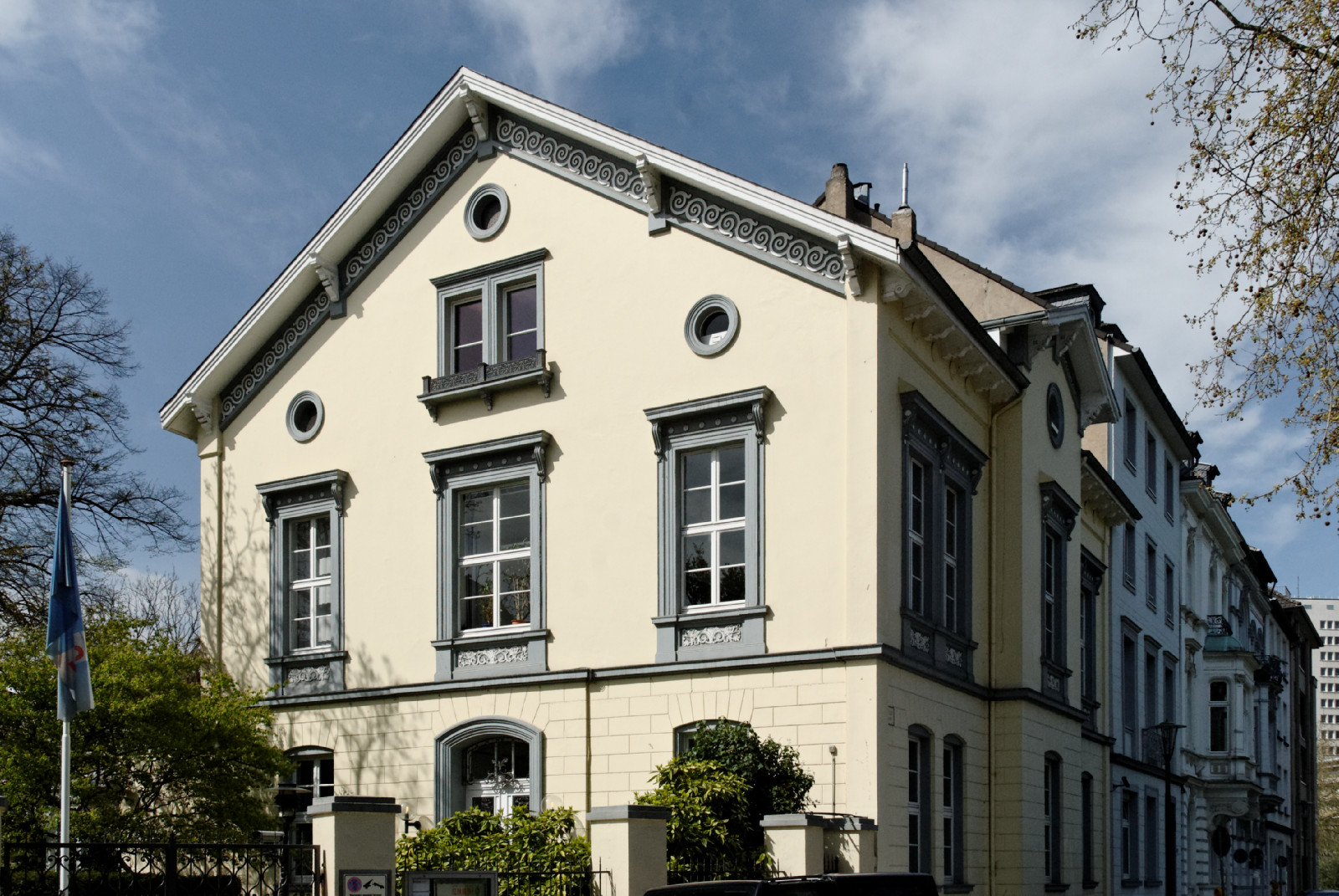
Wasserstraße 5
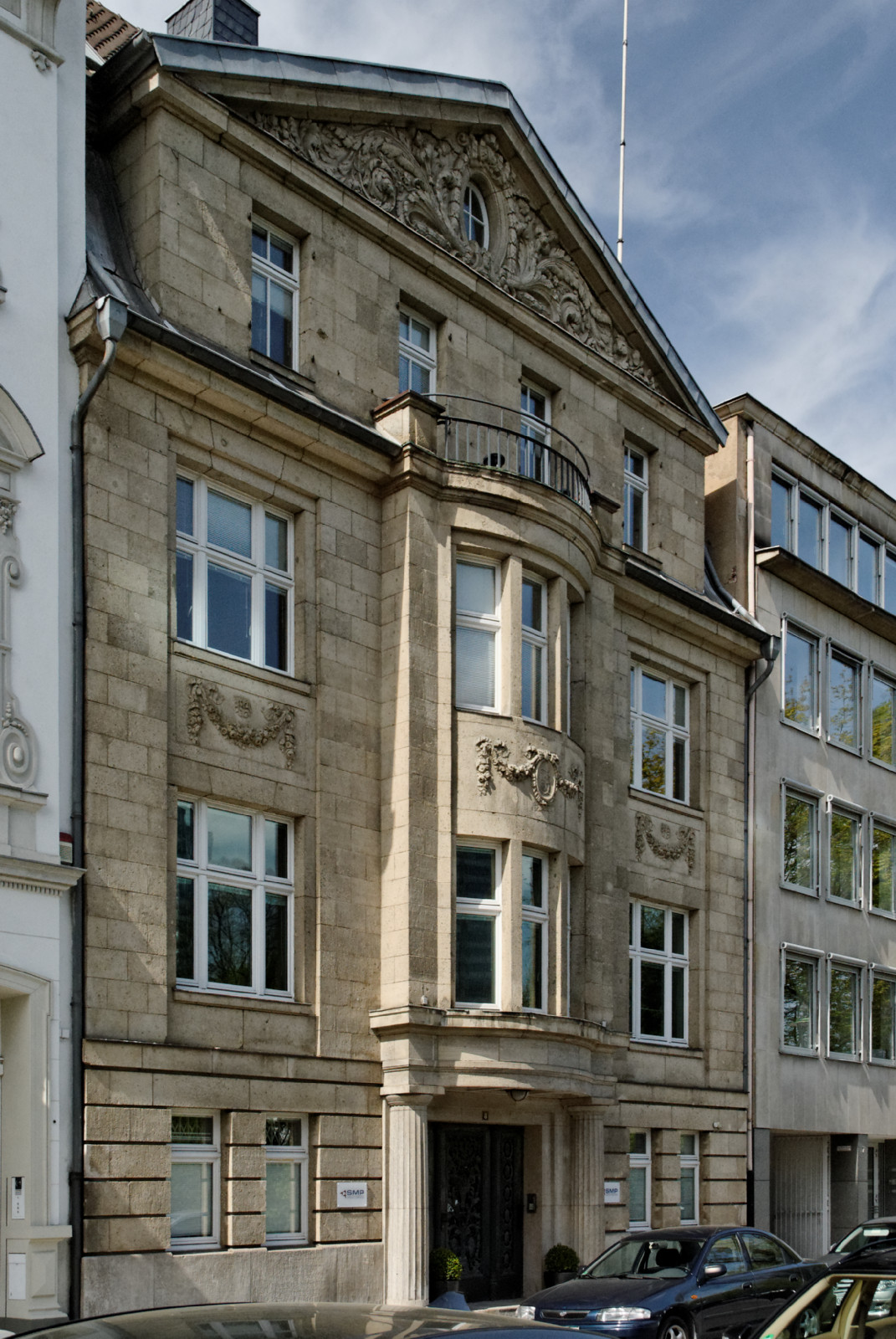
Wasserstraße 8
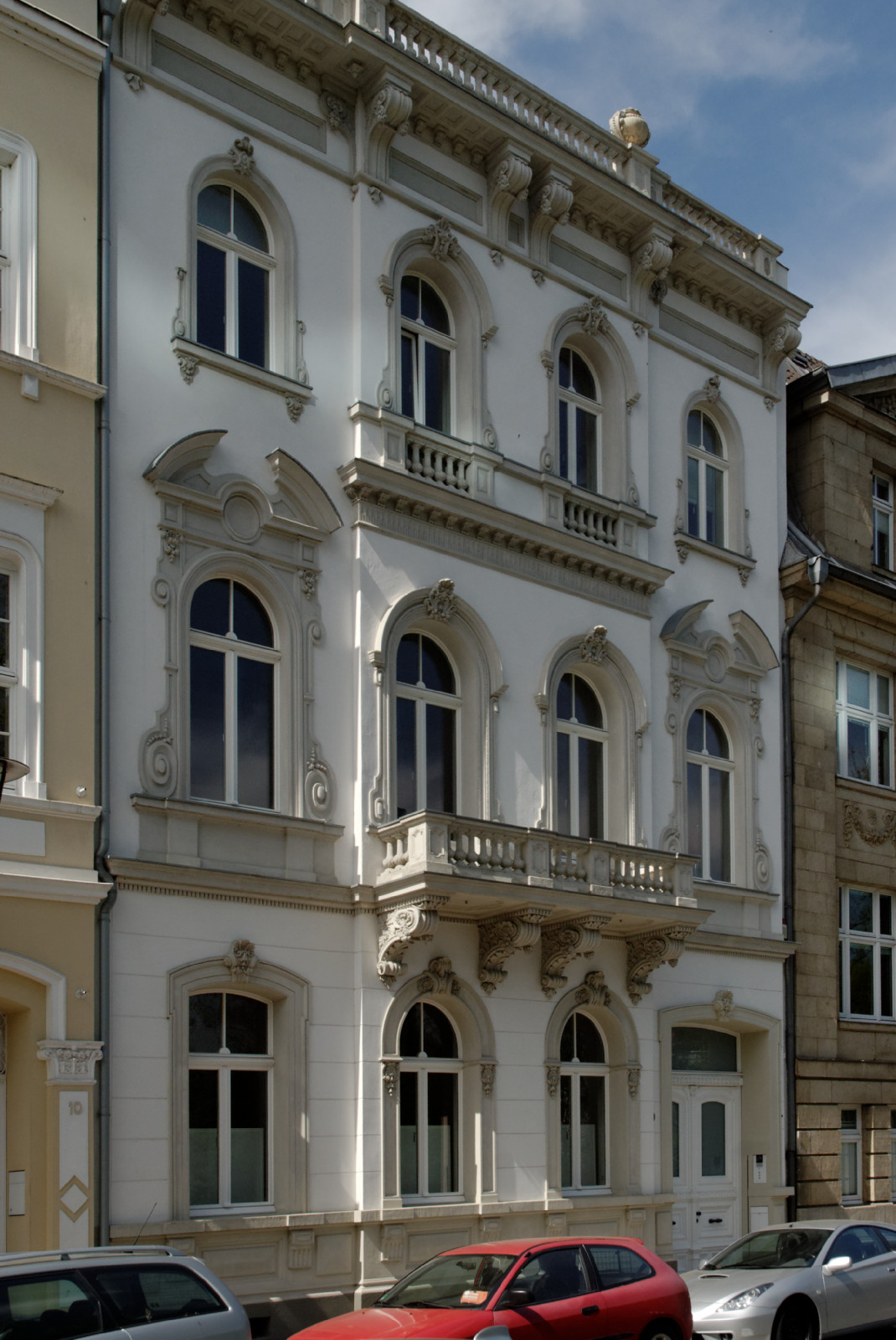
Wasserstraße 9
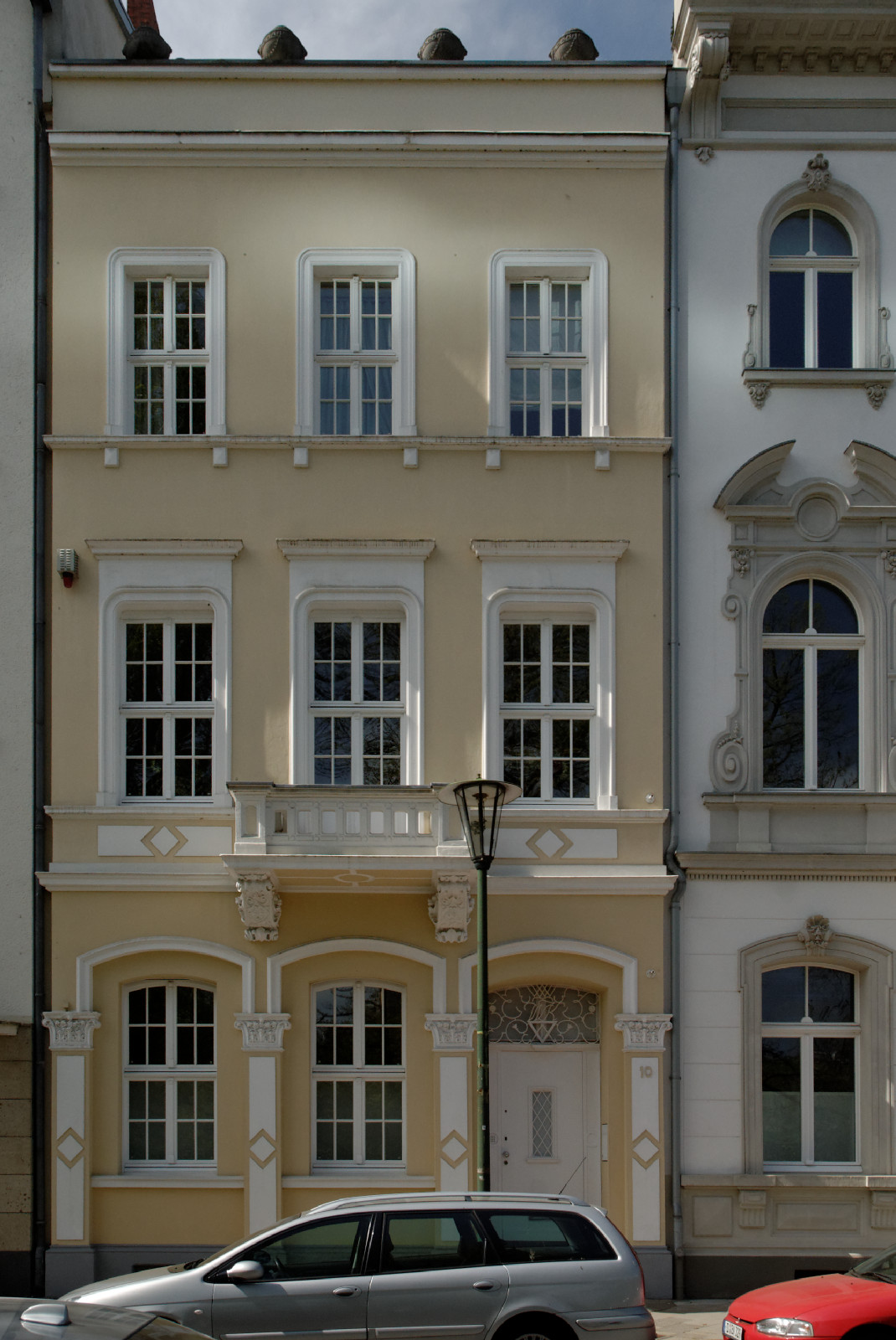
Wasserstraße 10
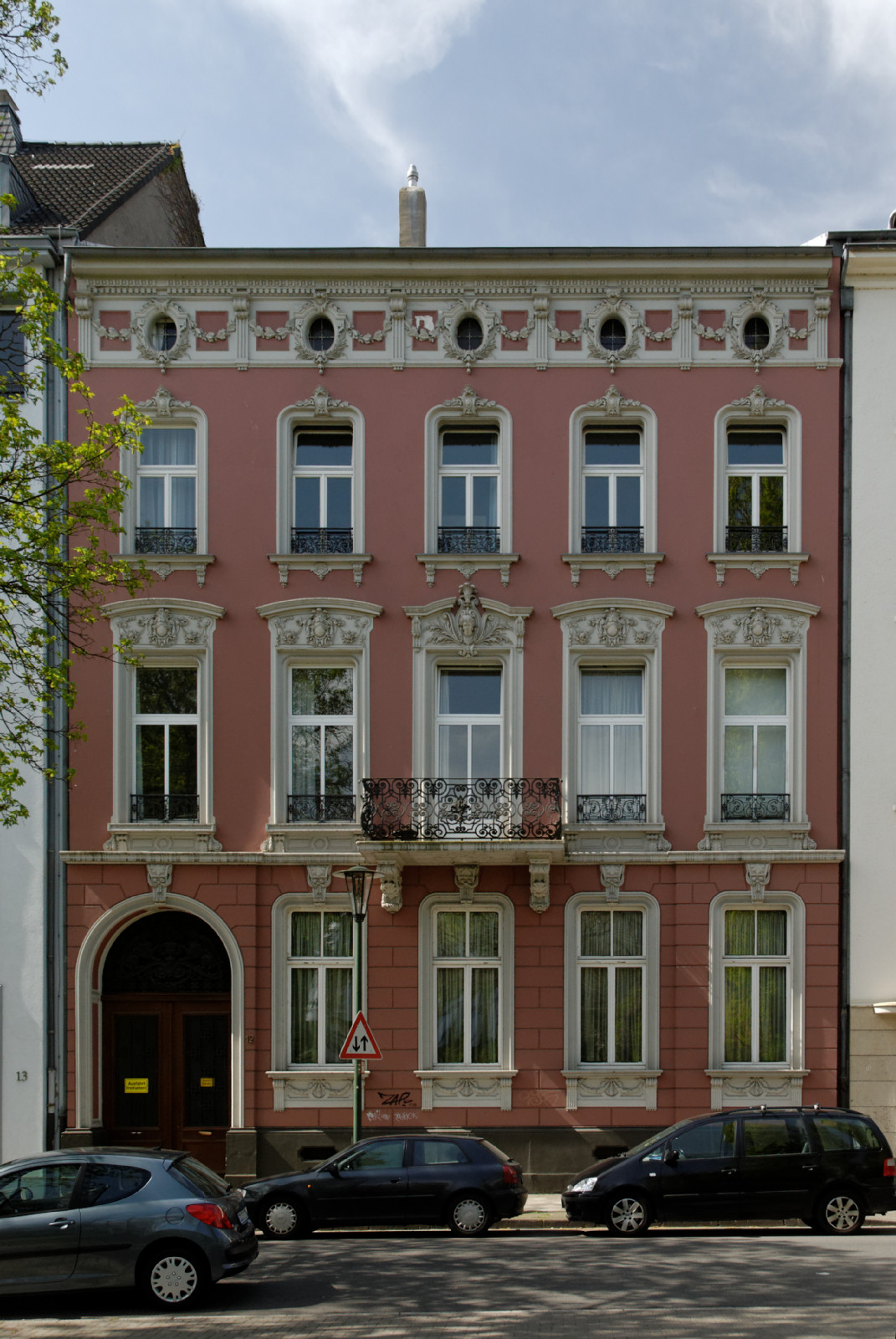
Wasserstraße 12